# Stenia luerorum
Stenia luerorum är en orkidéart som beskrevs av David Edward Bennett och Eric Alston Christenson. Stenia luerorum ingår i släktet Stenia och familjen orkidéer. Inga underarter finns listade i Catalogue of Life.